# Matt Harding
Matthew "Matt" Harding (27 de setembre de 1976) és un americà de Westport (Connecticut) que inicià un viatge al voltant del món després de treballar en la indústria del videojoc a Brisbane, Austràlia. Mentre viatjava demanava a altra gent que el gravessin ballant davant d'edificis importants, escenes de carrer i paisatges naturals. Amb aquestes escenes va montar un vídeo al que afegí música de "Sweet Lullaby" (Nature's Dancing 7" Mix), de Deep Forest. Actualment viu a Seattle, Estat de Washington (Estats Units).
El primer vídeo va fer-se popular l'any 2005, dos anys després que fes el viatge i el penjés. Aquest cridà l'atenció de la marca de xiclets Stride que li oferí pagar-li un segon viatge a canvi de què en fes un vídeo del mateix estil i amb la marca discretament incorporada a algunes escenes.
El tercer vídeo fou proposta directa d'en Matt a l'empresa de xiclets, els mostrà centenars de correus electrònics que li oferien ballar acompanyat. El vídeo fou penjat el 20 de juny de 2008 a YouTube.

## Vídeos

### Primer vídeo
Després de deixar la seva feina de dissenyador de videojocs a Brisbane el mes de febrer de 2003 va iniciar un viatge per Àsia. Per a fer-lo va usar els diners que havia estalviat. La idea de posar-se a ballar i enregistrar-ho fou d'un company de viatge a Hanoi, després d'uns mesos d'haver iniciat el viatge.
L'any 2005 el vídeo va començar a escampar-se per internet.
L'èxit del primer vídeo va cridar l'atenció de la marca de xiclets Stride, que li van oferir la possibilitat de fer un segon vídeo.

#### Llocs en els quals ballà
- Pequín, Xina.
- Hanói, Vietnam.
- Delhi, Índia.
- Moscou, Rússia.
- Bangkok, Tailàndia.
- Agra, Índia.
- Praga, República Txeca.
- Angkor Wat, Cambodja
- Selva Bengal, Índia.
- Los Angeles, Estats Units.
- Sühbaatar, Mongòlia.
- Kilimanjaro, Tanzània.
- Sibèria, Rússia.
- Monte Albán, Mèxic.
- Tsavo, Kenya.
- Bosc impenetrable, Uganda.
- Rangún, Birmània.
- Westport (Connecticut), Estats Units.
- Seattle, Estats Units.
- Nova York, Estats Units.

### Segon vídeo

#### Llocs en els quals ballà
- Salar de Uyuni, Bolívia.
- Petra, Jordània.
- Machu Picchu, Perú.
- Venecia, Itàlia.
- Tòquio (Japó).
- Illes Galàpagos, Equador.
- Brisbane, Austràlia.
- Luang Prabang, Laos.
- Bandar Seri Begawan, Brunei.
- Àrea 51, Nevada.
- Tikal, Guatemala.
- Half Moon Caye, Belize.
- Sossusvlei, Namíbia.
- Vall Routeburn, Nova Zelanda.
- Monument Valley, Estats Units.
- Shetland.
- Chuuk, Micronèsia.
- Londres, Anglaterra.
- Very Large Array, Estats Units.
- Abu Simbel, Egipte.
- Illa de Pascua, Xile.
- Picardia, França.
- Mutianyu, Xina.
- Nova York, Estats Units.
- Éfeso, Turquia.
- Guam.
- Reserva Natural Mokolodi, Botswana.
- Berlín, Alemanya.
- Sydney, Austràlia.
- Dubai, Emirats Àrabs Units.
- Illes Roca (Palau).
- Milindi, Ruanda.
- Neko Harbor, Antàrtida.
- Kjeragbolten, Noruega.
- San Francisco, Estats Units.
- Seattle, Estats Units.

### Tercer vídeo
Per a fer aquest tercer vídeo Matt va comptar amb el patrocini de la marca de xiclets Stride. Va viatjar a 42 països en 14 mesos. La diferència d'aquest respecte als altres vídeos rau en el fet que balla amb gent que s'oferí a fer-ho a cada lloc que visità. Fou penjat a YouTube el 20 de juny de 2008.

#### Llocs en els quals ballà
- Mumbai, Índia
- Paro, Bhutan
- Calçada del Gegant, Irlanda del Nord
- Stone Town, Zanzíbar
- Lancelin, Austràlia
- Lisse, Països Baixos
- Illa Christmas, Austràlia
- Kuwait, Kuwait
- Teotihuacán, Mèxic
- Seljalandsfoss, Islàndia
- Madrid, Espanya
- Antseranana, Madagascar
- Brisbane, Austràlia
- Dublín, Irlanda
- Buenos Aires, Argentina
- Chakachino, Zàmbia
- Istanbul, Turquia
- Wainivilase, Fiji
- Londres, Anglaterra
- Estocolm, Suècia
- Auki, illes Salomó
- Sanà, Iemen
- Ala Archa Gorge, Kirguizstan
- Tagaytay, Filipines
- Zona desmilitaritzada, Corea
- Timbuktu, Mali
- Varsòvia, Polònia
- Austin, Texas
- Tòquio (Japó)
- Poria, Papua Nova Guinea
- Miami, Florida
- Múnic, Alemanya
- Tongatapu, Tonga
- Chicago, Illinois
- Thimphu, Bhutan
- Gurgaon, Índia
- Sydney, Austràlia
- Lisboa, Portugal
- Seül, Corea del Sud
- Soweto, Sud-àfrica
- Nova York, Nova York
- Vava'u, Tonga
- Cap de Bona Esperança, Sud-àfrica
- Canal de Panamà, Panamà
- Wadi Rum, Jordània
- Illa dels lémurs, Madagascar
- Auckland, Nova Zelanda
- Batik, Marroc
- Amsterdam, Països Baixos
- Atlanta, Geòrgia (Estats Units)
- Ciutat de Mèxic, Mèxic
- Brussel·les, Bèlgica
- San Francisco, Califòrnia
- Taipei, Taiwan
- Vancouver, Colúmbia Britànica
- Washington DC, USA
- Rio de Janeiro, Brasil
- Colònia (Alemanya)
- Singapur
- Alhambra, Califòrnia
- Tel-Aviv, Israel
- Jerusalem, Cisjordània
- París, França
- Mont-real, Quebec
- Nellis Airspace, Nevada
- Los Angeles, Califòrnia
- São Paulo, Brasil
- Seattle, Washington